# Acúmbaro (Tancítaro)
Acúmbaro es una localidad del municipio de Tancítaro ubicado en la región purépecha del estado mexicano de Michoacán.

## Geografía
La localidad se ubica a 12.5 kilómetros (en dirección norte) de la localidad de Tancítaro, la cabecera y lugar más poblado del municipio. Se sitúa en las coordenadas geográficas 19°13′33″N 102°20′36″O / 19.225833, -102.343333, a una elevación de 1,661 metros sobre el nivel del mar.

## Demografía
Según el Conteo de Población y Vivienda 2020, efectuado por el Instituto Nacional de Estadística y Geografía, la localidad de Acúmbaro tiene 133 habitantes, de los cuales 69 son del sexo masculino y 64 del sexo femenino. Su tasa de fecundidad es de 2.58 hijos por mujer y tiene 33 viviendas particulares habitadas.
| Gráfica de evolución demográfica de Acúmbaro entre 1910 y 2020 |
|                                                                |
| INEGI.                                                         |